# Kolcs község
Kolcs község (románul: Comuna Culciu) község Szatmár megyében, Romániában. Központja Nagykolcs, beosztott falvai Dobrácsapáti, Kiskolcs, Szamoskrassó, Szamoskóród, Szamoslippó.

## Népessége
A 2011-es népszámlálás adatai alapján a község népessége 3884 fő volt.